# Sainte-Julie, Ain
Sainte-Julie är en kommun i departementet Ain i regionen Auvergne-Rhône-Alpes i östra Frankrike. Kommunen ligger  i kantonen Lagnieu som ligger i arrondissementet Belley. Kommunens areal är 11,15 km². År 2022 hade Sainte-Julie 1 092 invånare.

## Befolkningsutveckling
Antalet invånare i kommunen Sainte-Julie
Referens: INSEE